# Aire, Ardennes
För andra betydelser, se Aire (olika betydelser).
Aire är en kommun i departementet Ardennes i regionen Grand Est (tidigare regionen Champagne-Ardenne) i nordöstra Frankrike. Kommunen ligger  i kantonen Asfeld som ligger i arrondissementet Rethel. År 2022 hade Aire 247 invånare.

## Befolkningsutveckling
Antalet invånare i kommunen Aire
Referens: INSEE